# Лапки (Минская область)
Лапки́ (белор. Лапкі́ ) — деревня в Столбцовском районе Минской области Беларуси. Входит в состав Шашковского сельсовета.
До мая 2013 года входила в состав Аталезского сельсовета.

## География
Находится на левом берегу реки Ячонка (приток реки Неман), в 14 километрах от районного центра. Связана дорогами с деревнями Жуков Борок и Опечки.

## История
Во второй половине XVIII века в Минском повете Минского воеводства Великого Княжества Литовского. После 2-го раздела Речи Посполитой (1793 г.) - в составе Российской империи. В 1800 году в деревне 15 дворов, 88 жителей, в составе имения Столбцы, владение князей Чарторыйских. В середине XIX века принадлежала казне в составе имения Столбцы. В 1858 году 69 жителей мужского пола.
Во второй половине XIX века —- начале XX века — в Столбцовской волости Минского уезда Минской губернии. В 1884 году открыта школа грамоты, в которой в 1890 году обучались 14 мальчиков и 1 девочка. Согласно переписи 1897 года в деревне 32 двора, 229 жителей. В 1909 году - 300 жителей.
С февраля по декабрь 1918 года деревня оккупирована войсками кайзеровской Германии. С 1 января 1919 года - в БССР. С конца июля 1919 года по июль 1920 года и с октября 1920 года оккупирована польскими войсками. С марта 1921 года в составе Польской Республики (Столбцовской гмины Столбцовского повета Новогрудского воеводства).
В 1921 году 43 двора, 239 жителей.
С ноября 1939 года — в БССР. С 12 октября деревня (49 дворов, 262 жителя) в Опечковском сельсовете Столбцовского района Барановичской области.
В Великую Отечественную войну, с конца июня 1941 года до начала июля 1944 года, оккупирована немецко-фашистским захватчиками. На фронте погибли 8 уроженцев деревни, 2 жителей расстреляли гитлеровцы за связь с партизанами.
В 1950 году жители объединились в колхоз "Радуга".
Согласно переписи 1959 года - 266 жителей.
С 8 января 1954 года в Минской области, с 16 июля 1954 года — в Аталезском  сельсовете.
С 1983 года входила в колхоз "Красный партизан". В 1985 году - 56 хозяйств, 113 жителей. В 2004 году - 39 хозяйств, 107 жителей.
С 2013 года в Шашковском сельсовете.

## Население
В 2013 году — 18 хозяйств, 23 жителя.